# Henri Stierlin-Vallon
Henri Stierlin-Vallon, né le 12 décembre 1887 à Lausanne et mort le 14 février 1952 dans la même ville, est un pianiste et compositeur vaudois.

## Biographie
Henri Stierlin-Vallon fait des études de piano dans sa ville natale, puis à Berlin et Paris. Il donne ses premiers concerts comme pianiste en 1911 à Lausanne, en 1912 à Monte-Carlo et en 1914 à Paris. Suivent des concerts en Egypte, à la Tonhalle de Zurich, avec l'Orchestre de la Suisse romande sous la direction d'Ernest Ansermet, en France, Allemagne, Angleterre et Italie. Il renonce ensuite à sa carrière de virtuose pour se consacrer à la composition.
Depuis 1915, Henri Stierlin-Vallon enseigne le piano au Conservatoire de Lausanne dans les classes de virtuosité. De 1919 à 1929, il séjourne en Égypte avec sa femme, Marguerite Chamorel. De retour en Suisse, il reprend l'enseignement au Conservatoire de Lausanne. Il est membre du Conseil de fondation de l'Orchestre de la Suisse romande et de l'Orchestre de chambre de Lausanne. La Radio suisse romande, dont il est collaborateur attitré de 1931 à 1938 en tant qu'animateur de causeries musicologiques très appréciées, se révèle un terrain propice à ses facultés créatrices. Il y donne de nombreuses conférences sur divers aspects de la musique, dont la musique baroque. Vivaldi et Corelli par exemple retiennent son attention, ce qui était relativement nouveau pour l'époque. En 1937, l'œuvre la plus importante d'Henri Stierlin-Vallon est créée : Jedermann ou la mort de l'homme riche pour soli, chœur et orchestre symphonique au Théâtre de Verdure de Montoie à Lausanne. L'auteur en fait une adaptation radiophonique qui est jouée par l'Orchestre de la Suisse romande en 1943.
De 1938 à 1948, Henri Stierlin-Vallon habite Morges, où il est nommé délégué du Conservatoire de Lausanne. Il décède le 14 février 1952 à Lausanne, trois jours avant la création à la Radio suisse romande de son jeu radiophonique Arion, chantre d'Apollon, dont le scénario est signé par son fils, Henri Stierlin.

## Sources
- « Henri Stierlin-Vallon », sur la base de données des personnalités vaudoises sur la plateforme « Patrinum » de la Bibliothèque cantonale et universitaire de Lausanne.
- Dictionnaire des musiciens suisses, Zürich, Atlantis Verlag, 1964, pp. 358-359
- Jean-Louis Matthey et Martine Rey-Lanini, Henri Stierlin-Vallon, chronologie biographique et catalogue des œuvres, avec la préface de Julien-François Zbinden, Lausanne, Bibliothèque cantonale et universitaire, 1996
- Feuille d'avis de Lausanne, 1952/02/16, p. 26
- Gazette de Lausanne, 1952/02/16, p. 4